# Saint-Eulien
Saint-Eulien est une commune française, située dans le département de la Marne en région Grand Est.

## Géographie

### Localisation
Saint-Eulien se trouve au sud-est du département de la Marne, en région Grand Est, à la frontière avec la Haute-Marne. La commune appartient à la région agricole du Perthois.
La commune de Saint-Eulien s'étend sur une superficie de 806 hectares. Sur son territoire, l'altitude varie de 131 à 174 mètres. Le relief s'élève progressivement du sud-ouest de la commune vers le nord-est, où commence la forêt de Trois Fontaines.
Par la route, Saint-Eulien se situe à 61 km de Châlons-en-Champagne, préfecture de la Marne, à 32 km de Bar-le-Duc, préfecture de la Meuse, à 29 km de Vitry-le-François, sa sous-préfecture, à 9 km de Saint-Dizier, principale ville de la Haute-Marne, et à 17 km de Sermaize-les-Bains, bureau centralisateur du canton de Sermaize-les-Bains dont dépend Saint-Eulien depuis 2015. La commune fait en outre partie du bassin de vie de Saint-Dizier.
Saint-Eulien est limitrophe de 5 communes :
|           |               | Trois-Fontaines-l'Abbaye |
| Vouillers | Saint-Eulien  |                          |
| Perthes   | Hallignicourt | Villiers-en-Lieu         |

### Hydrographie
La commune est dans la région hydrographique « la Seine de sa source au confluent de l'Oise (exclu) » au sein du bassin Seine-Normandie. Elle est drainée par l'Orconté, le Fossé 01 de la Brunchère, le Fossé 01 de la commune de Trois-Fontaines-l'Abbaye, le Fossé 01 de l'Aulnaie, le Fossé 01 de l'Étang de la Forêt, le Fossé 01 du Bas Chemin et le ru de Souris,.
L'Orconté, d'une longueur de 31 km, prend sa source dans la commune de Trois-Fontaines-l'Abbaye et se jette dans la Marne à Frignicourt, après avoir traversé onze communes. 
Quatre plans d'eau complètent le réseau hydrographique : le Dos d'Âne (2,6 ha), l'étang de Chauré (1,3 ha), l'étang de la Forêt (1,3 ha) et l'étang la Barre (0,6 ha),.

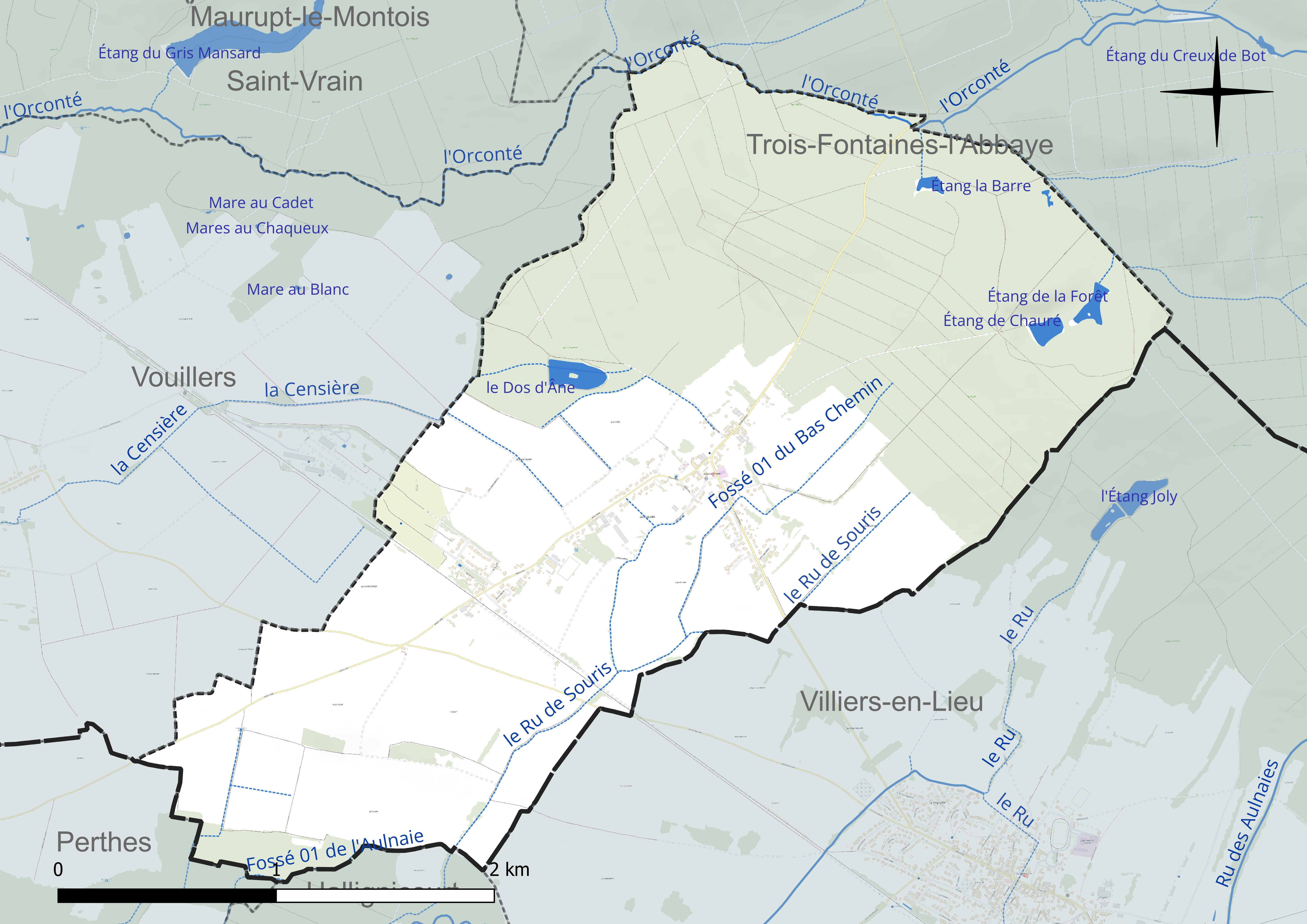
Réseau hydrographique de Saint-Eulien.

### Climat
Pour des articles plus généraux, voir Climat du Grand Est et Climat de la Marne.
En 2010, le climat de la commune est de type climat des marges montargnardes, selon une étude du Centre national de la recherche scientifique s'appuyant sur une série de données couvrant la période 1971-2000. En 2020, Météo-France publie une typologie des climats de la France métropolitaine dans laquelle la commune est exposée à un climat océanique altéré et est dans la région climatique  Lorraine, plateau de Langres, Morvan, caractérisée par un hiver rude (1,5 °C), des vents modérés et des brouillards fréquents en automne et hiver. 
Pour la période 1971-2000, la température annuelle moyenne est de 10,3 °C, avec une amplitude thermique annuelle de 15,8 °C. Le cumul annuel moyen de précipitations est de 890 mm, avec 13 jours de précipitations en janvier et 9,1 jours en juillet. Pour la période 1991-2020, la température moyenne annuelle observée sur la station météorologique de Météo-France la plus proche, « Saint-Dizier », sur la commune de Saint-Dizier à 7 km à vol d'oiseau, est de 11,6 °C et le cumul annuel moyen de précipitations est de 794,5 mm. 
La température maximale relevée sur cette station est de 41,4 °C, atteinte le 25 juillet 2019 ; la température minimale est de −22,5 °C, atteinte le 14 février 1956,,. 
Les paramètres climatiques de la commune ont été estimés pour le milieu du siècle (2041-2070) selon différents scénarios d'émission de gaz à effet de serre à partir des nouvelles projections climatiques de référence DRIAS-2020. Ils sont consultables sur un site dédié publié par Météo-France en novembre 2022.

## Urbanisme

### Typologie
Au 1er janvier 2024, Saint-Eulien est catégorisée commune rurale à habitat dispersé, selon la nouvelle grille communale de densité à sept niveaux définie par l'Insee en 2022.
Elle est située hors unité urbaine. Par ailleurs la commune fait partie de l'aire d'attraction de Saint-Dizier, dont elle est une commune de la couronne,. Cette aire, qui regroupe 72 communes, est catégorisée dans les aires de 50 000 à moins de 200 000 habitants,.

### Occupation des sols
L'occupation des sols de la commune, telle qu'elle ressort de la base de données européenne d’occupation biophysique des sols Corine Land Cover (CLC), est marquée par l'importance des territoires agricoles (50,9 % en 2018), une proportion identique à celle de 1990 (50,9 %). La répartition détaillée en 2018 est la suivante : 
forêts (47,1 %), terres arables (39,6 %), prairies (8,2 %), zones agricoles hétérogènes (3,1 %), zones industrielles ou commerciales et réseaux de communication (2,1 %). L'évolution de l’occupation des sols de la commune et de ses infrastructures peut être observée sur les différentes représentations cartographiques du territoire : la carte de Cassini (XVIIIe siècle), la carte d'état-major (1820-1866) et les cartes ou photos aériennes de l'IGN pour la période actuelle (1950 à aujourd'hui).

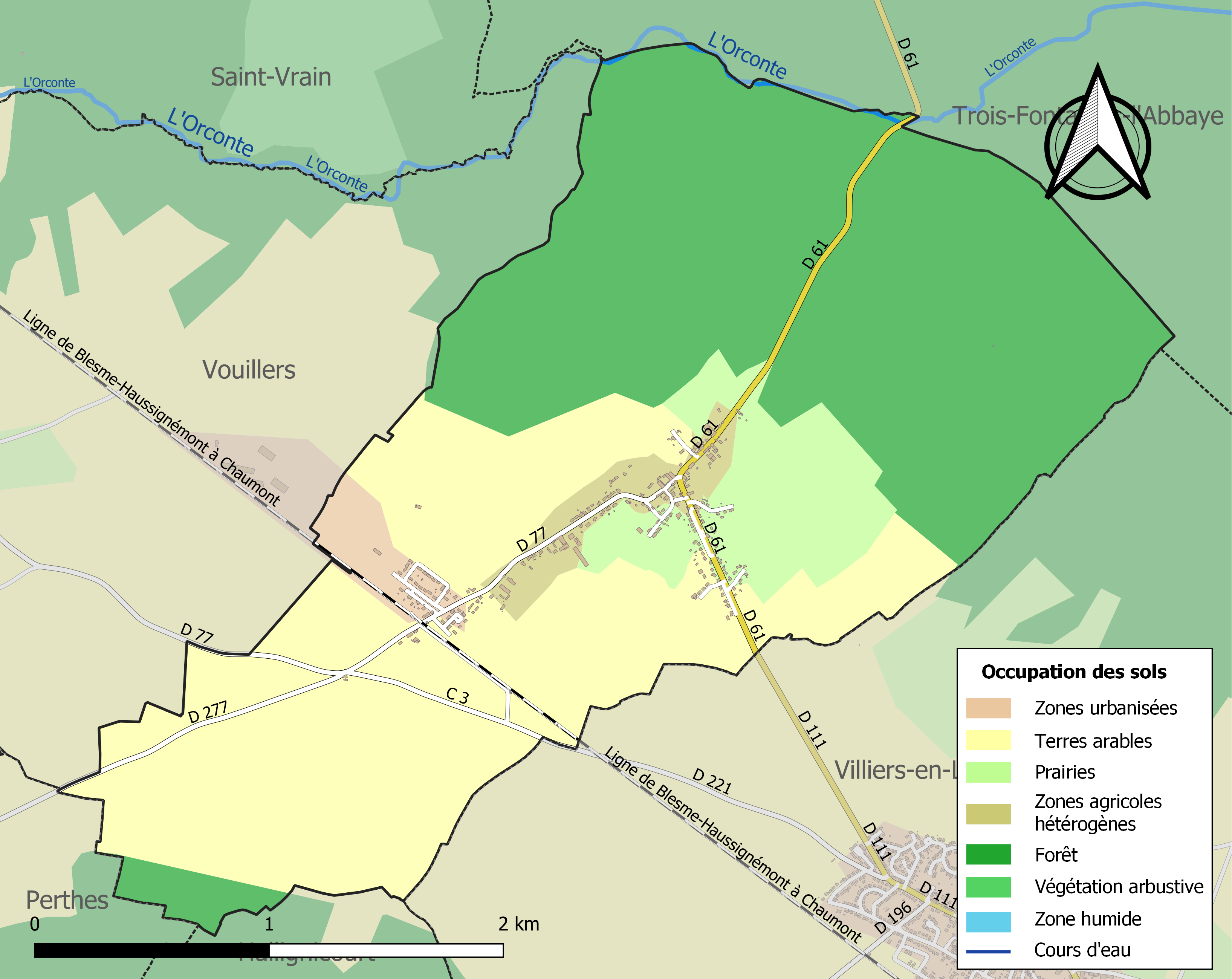
Carte des infrastructures et de l'occupation des sols de la commune en 2018 (CLC).

### Voies de communication et transports

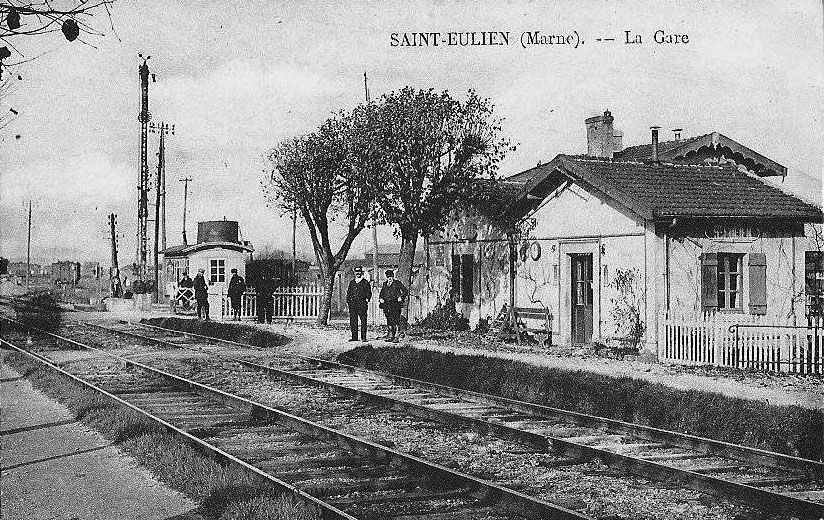
La gare de Saint-Eulien vers 1900.

Saint-Eulien est traversée par la route département 61, entre Maurupt-le-Montois (au nord) et Villiers-en-Lieu (au sud-est). Saint-Eulien marque le départ de la route départementale 77 en direction de Vouillers (à l'ouest) et de la route départementale 277 en direction de Perthes (au sud-ouest).
La ligne de chemin de fer Blesme - Haussignémont à Chaumont passe sur son territoire ; s'y trouvait la gare de Saint-Eulien aujourd'hui fermée. Les gares de Vitry-le-François et de Saint-Dizier sont les gares ferroviaires en activité les plus proches. En 2025, la commune est reliée à ces gares par la ligne de bus Fluo Grand Est no 190 entre Vitry-le-François et Saint-Dizier (arrêt à Saint-Eulien au lotissement le Parc),.

## Toponymie
Le nom de la localité est attesté sous les formes Sanctus Aquileius (1131-1142) ; Sanctus Aquilinus (1153-1161) ; Sanctus Eullien (1250) ; Saint-Euillien (1401) ; Saint-Huilien (1460) ; Saint-Ulliein (1509) ; Sainct-Eullyen (1549) ; Saint-Heulien (1662) ; Eulien-la-Forêt (1793) ; Lieuval (1794).

L'hagiotoponyme Sanctus Aquilinus, entre 1153 et 1161, fait référence à Aquilin d'Évreux, saint patron de la paroisse.

## Histoire
Au cours de la Révolution française, la commune porte provisoirement le nom de Lieuval.

## Politique et administration
| Période                                  | Période    | Identité       | Étiquette | Qualité                        |
| ---------------------------------------- | ---------- | -------------- | --------- | ------------------------------ |
| Les données manquantes sont à compléter. |            |                |           |                                |
| avant 1877                               | après 1879 | Lecointre      |           |                                |
| mars 1989                                | déc. 2011  | Patrick Valton |           |                                |
| jan. 2012                                | en cours   | Régis Valton   |           | Réélu pour le mandat 2020-2026 |

## Démographie
L'évolution du nombre d'habitants est connue à travers les recensements de la population effectués dans la commune depuis 1793. Pour les communes de moins de 10 000 habitants, une enquête de recensement portant sur toute la population est réalisée tous les cinq ans, les populations de référence des années intermédiaires étant quant à elles estimées par interpolation ou extrapolation. Pour la commune, le premier recensement exhaustif entrant dans le cadre du nouveau dispositif a été réalisé en 2008.

En 2022, la commune comptait 419 habitants, en évolution de −7,3 % par rapport à 2016 (Marne : −1,19 %, France hors Mayotte : +2,11 %).
| 1793 | 1800 | 1806 | 1821 | 1831 | 1836 | 1841 | 1846 | 1851 |
| ---- | ---- | ---- | ---- | ---- | ---- | ---- | ---- | ---- |
| 141  | 144  | 142  | 140  | 115  | 144  | 131  | 122  | 134  |

| 1856 | 1861 | 1866 | 1872 | 1876 | 1881 | 1886 | 1891 | 1896 |
| ---- | ---- | ---- | ---- | ---- | ---- | ---- | ---- | ---- |
| 152  | 159  | 147  | 131  | 133  | 110  | 110  | 91   | 108  |

| 1901 | 1906 | 1911 | 1921 | 1926 | 1931 | 1936 | 1946 | 1954 |
| ---- | ---- | ---- | ---- | ---- | ---- | ---- | ---- | ---- |
| 127  | 116  | 120  | 230  | 381  | 317  | 325  | 203  | 239  |

| 1962 | 1968 | 1975 | 1982 | 1990 | 1999 | 2006 | 2008 | 2013 |
| ---- | ---- | ---- | ---- | ---- | ---- | ---- | ---- | ---- |
| 232  | 244  | 232  | 286  | 335  | 324  | 398  | 419  | 467  |

| 2018 | 2022 | - | - | - | - | - | - | - |
| ---- | ---- | - | - | - | - | - | - | - |
| 428  | 419  | - | - | - | - | - | - | - |

## Culture et patrimoine

### Lieux et monuments
- L'église Saint-Jean-Baptiste de Saint-Eulien, du XIe siècle[36] ;
- La gare de Saint-Eulien.